# Francisco Busignani
Francisco Busignani (Bologna, 1913 – Africa Orientale Italiana, 21 luglio 1936) è stato un militare italiano, insignito della medaglia d'oro al valor militare alla memoria nel corso delle grandi operazioni di polizia coloniale in Africa Orientale Italiana.

## Biografia
Nacque a Bologna nel 1913, figlio di Pellegrino. 
Conseguito il diploma di perito industriale nell'aprile 1934, fu arruolato nel Regio Esercito e venne ammesso a frequentare il corso allievi ufficiali di complemento dell'arma del genio nella Scuola di Pavia, uscendone nel maggio 1935 con la nomina ad aspirante ufficiale e l'assegnazione al 6º Reggimento genio. Promosso sottotenente nel dicembre dello stesso anno, venne trattenuto in servizio a domanda e destinato all'8º Reggimento genio di Corpo d'armata dislocato in Sardegna, da dove nel febbraio 1936 partì volontario per l'Africa Orientale Italiana. Assegnato alla 15ª Compagnia trasmissioni della 30ª Divisione fanteria "Sabauda" cadde in combattimento il 21 luglio 1936, nel corso delle grandi operazioni di polizia coloniale. Fu insignito della medaglia d'oro al valor militare alla memoria.
Nel 1939 gli venne dedicato un monumento che si trova in piazza Ferrari a Rimini, realizzato dallo scultore Elio Morri. 